# 塩川 (山梨県)
塩川（しおかわ）は、山梨県北杜市から同県韮崎市及び甲斐市境界付近までを流れる富士川水系の一級河川である。

## 地理と歴史的景観
奥秩父山塊の主峰金峰山付近から端を発し増富温泉郷を流れる本谷川、瑞牆山付近に端を発する釜瀬川が合流した地点から下流が塩川となる。現在この合流点には塩川ダム建設による人造湖（みずがき湖）があり、実質的には当ダムから下流域が塩川である。北杜市須玉町を南流し、韮崎市へ入ると概ね南東方向へ流れ、国道20号双葉バイパスの塩川大橋付近で釜無川に合流する。
水源の標高は約2,540m、釜無川合流地点は約320m。中上流部で両岸は険しい山地になっており、その間を縫うように蛇行しながら流れ、渓谷を形成する。上流部の通仙峡は紅葉の名所である。
流域には近世・近代の治水遺構が分布し、塩川下河原堤防遺跡・藤井下河原堤防遺跡からは近代の胴木（梯子土台）が出土しているが、同様の遺構は御勅使川からも出土しており、近代の治水技術の変遷を示す遺物として注目されている。

## 流域の自治体
山梨県
北杜市
韮崎市
甲斐市

## 支流
- 小森川
- 湯沢川
- 栃沢川
- 大林寺川
- 須玉川
- 南沢川
- 正楽寺沢川
- 三之蔵沢
- 権現沢川
- 黒沢川

## 橋梁と交差する交通
- 北杜市
  - 宮本橋
  - 新紅葉橋（山梨県道23号韮崎増富線）
  - 孫女橋（県道23号）
  - 中央自動車道塩川橋梁
  - 三村橋
  - 駒井橋（県道23号）
- 韮崎市
  - 鷹ノ巣橋（山梨県道616号島上条宮久保絵見堂線）
  - 穂坂橋（山梨県道27号韮崎昇仙峡線）
  - 更科橋
- 韮崎市と甲斐市の境
  - JR東日本中央本線塩川橋梁（塩崎駅と韮崎駅の間）
  - 塩川橋（山梨県道6号甲府韮崎線）
- 甲斐市
  - 塩川大橋（国道20号（双葉バイパス））

## 周辺
- 秩父多摩甲斐国立公園
- 通仙峡
- 増富温泉、ラジウム含有量が多い。
- 根古屋神社の大ケヤキ（国の天然記念物）